# Construccions de pedra seca V (l'Albi)
Les Construccions de pedra seca V és una obra de l'Albi (Garrigues) inclosa a l'Inventari del Patrimoni Arquitectònic de Catalunya.

## Descripció
Cabana amb volta de canó feta per aproximació de filades. Està construïda d'esquena a un coster, d'aquesta manera s'aprofita el desnivell per a fer la volta. Està encarada cap a l'est i mesura 2,60 m de llarg per 2,30 m d'ample i 2,19 m d'alçada.
Destaca la grandària de les pedres usades a la llinda i els muntants. La llar de foc es posava a terra, prop de la portalada. A l'interior hi ha una menjadora per als animals, una llar de foc ja esmentada i armaris encastats.